# Fahrzeug- und Maschinenbau Regensburg

Alternatives Logo

Das Unternehmen Fahrzeug- und Maschinenbau Regensburg (FMR) war ein Fahrzeughersteller mit Sitz in Regensburg.
FMR war ab 1957 Nachfolger des Regensburger Stahl- und Maschinenbau, des Herstellers des Messerschmitt-Kabinenrollers KR 175 und ab 1955 seines Nachfolgers, des KR 200.
Der FMR (Gesellschafter: Fritz Fend und Valentin Knott) stellte weiterhin den KR 200 her und entwickelte den Tg 500, genannt Tiger. Die Produktion des Tg 500 lief bereits im Jahre 1961 aus (die Angaben über Produktionszahlen schwanken zwischen etwa 320 und rund 950 Stück), während der KR 200 noch bis 1964 gebaut wurde. Dann war die Nachfrage so gering, dass eine Produktion nicht mehr lohnte. Ebenso wurde ein motorisiertes Lastendreirad „Mokuli“ mit Rohrrahmen hergestellt, welches teilweise auch mit einem Versicherungskennzeichen gefahren werden konnte. Das Mokuli hat einen gebläsegekühlten 50-cm³-Sachsmotor und wahlweise ein Zwei- oder Dreiganggetriebe. Das 23-Zoll-Hinterrad ist ungefedert, die 16-Zoll-Vorderräder mit 1010 mm Spurweite hängen an Pendelachsen mit Schraubenfedern. Die Ladefläche ist etwa 600 mm breit und 1150 mm lang, die Tragfähigkeit ist mit 130 kg angegeben.

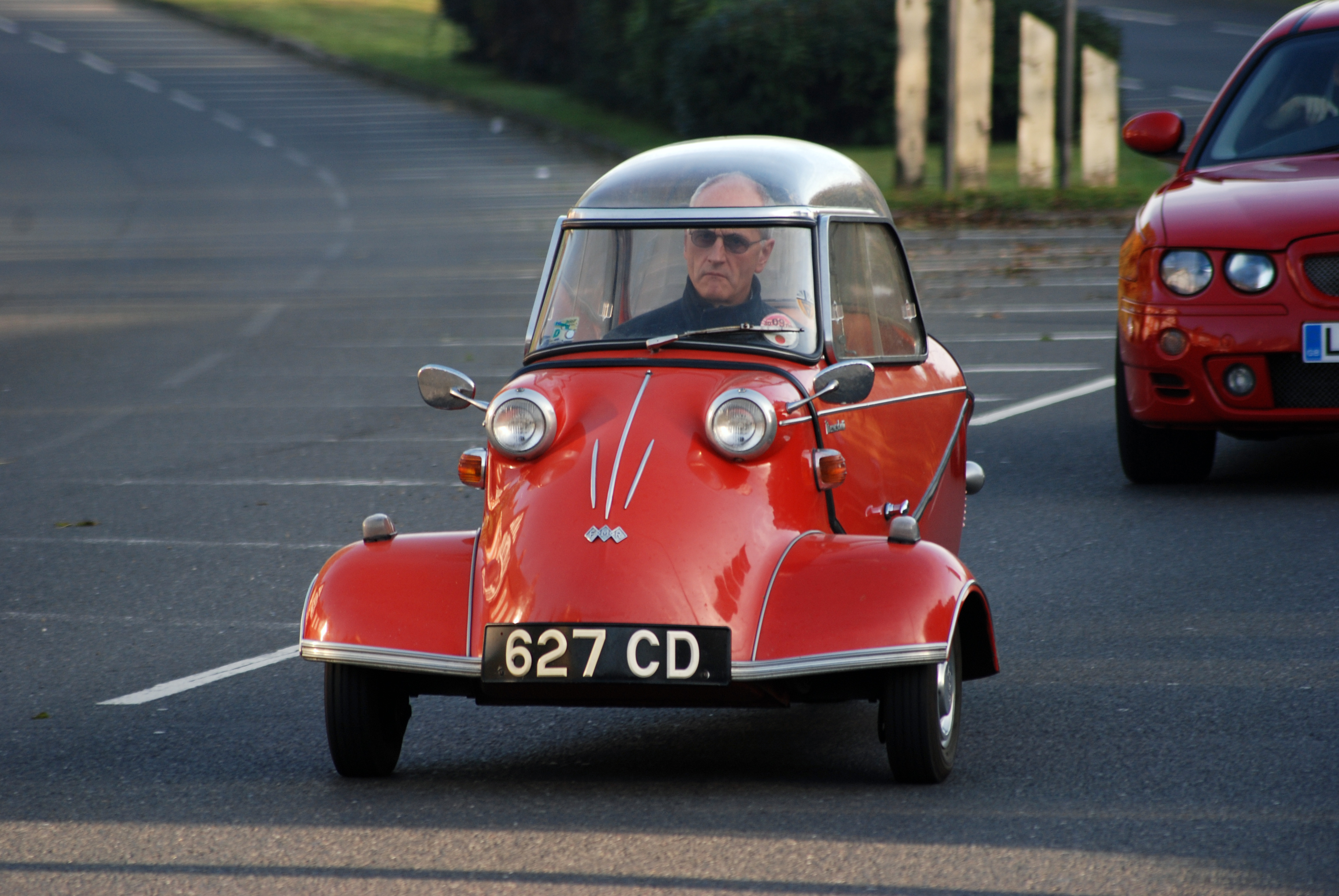
KR 200
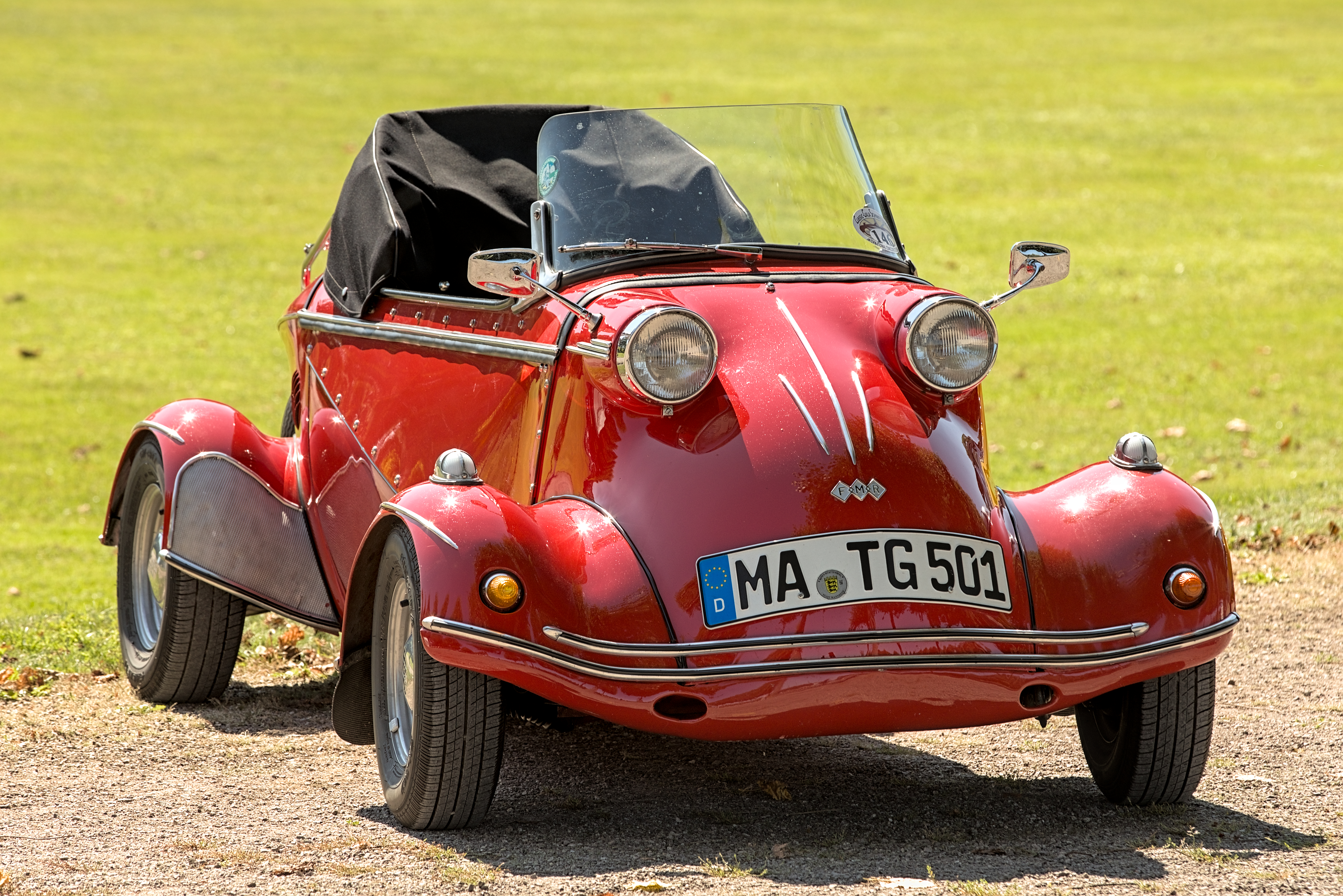
Tg 500
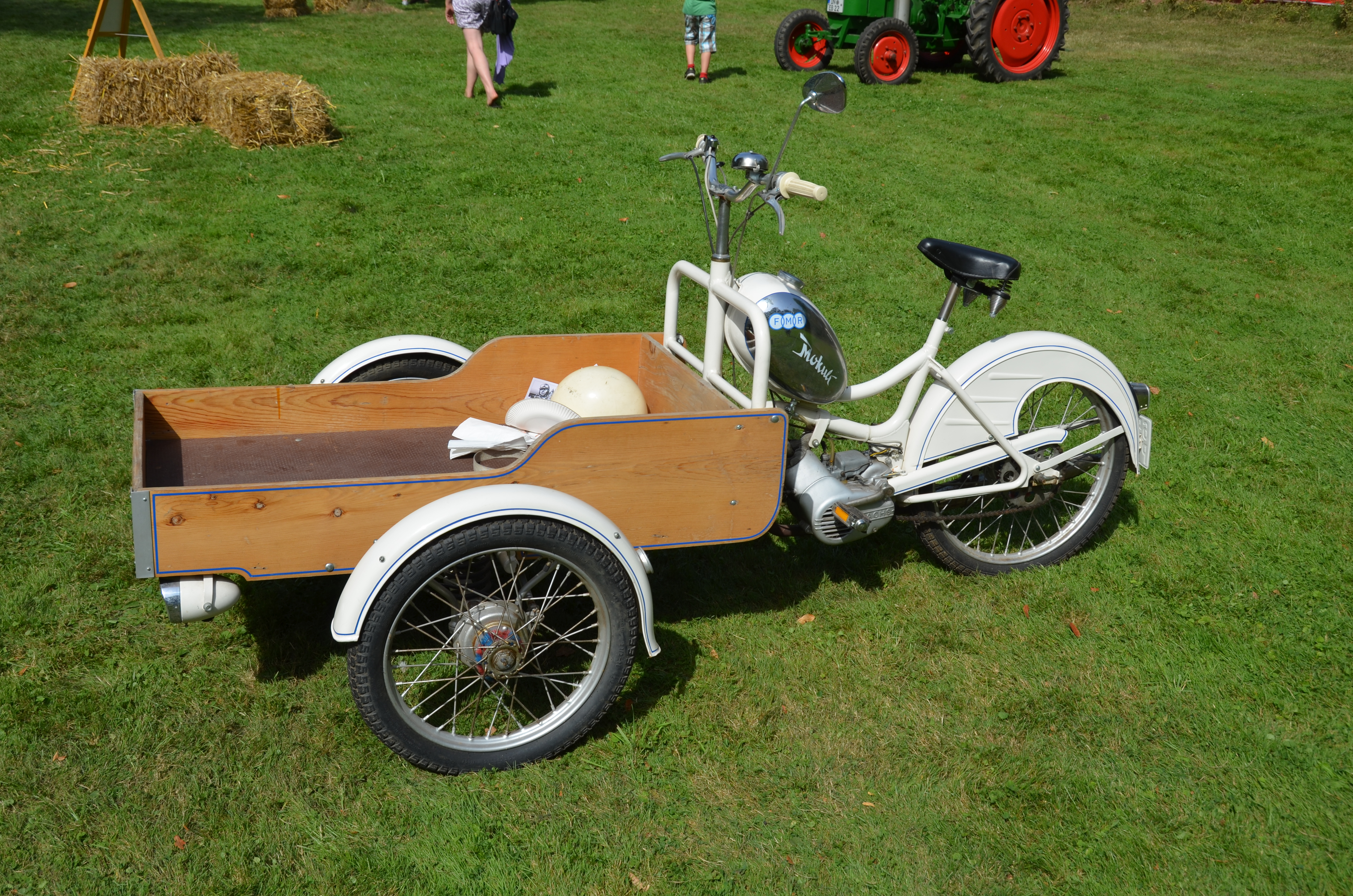
Motorisiertes Lastendreirad „Mokuli“

## Messerschmitt-Kabinenroller
| Daten                   | KR 175              | KR 200              | Tg 500              |
| ----------------------- | ------------------- | ------------------- | ------------------- |
| Motorbauart             | 1-Zylinder-Zweitakt | 1-Zylinder-Zweitakt | 2-Zylinder-Zweitakt |
| Hubraum                 | 173 cm³             | 191 cm³             | 493 cm³             |
| PS bei 1/min            | 9 bei 5250          | 10,2 bei 5250       | 19,9 bei 5000       |
| Maße L × B × H          | 2820×1220×1200 mm   | 2820×1220×1200 mm   | 3000×1270×1240 mm   |
| Radstand                | 2030 mm             | 2030 mm             | 1885 mm             |
| Leergewicht ohne Fahrer | 220 kg              | 240 kg              | 390 kg              |
| Bauzeit                 | 1953 bis 1955       | 1955 bis 1964       | 1958 bis 1961       |
| Preis 1955 bzw. 1958    | 2470,00 DM          | 2395,00 DM          | 3650,00 DM          |